# Roger Torres
Roger Torres (Barrancabermeja, 13 de julho de 1991) é um futebolista colombiano que atua como meia-atacante. Atualmente joga pelo Philadelphia Union.

## Carreira
Torres começou sua carreira pelo time juvenil do Envigado. Logo após se mudou para o Alianza Petrolera clube da segunda divisão colômbiana. Fez sua estréia em fevereiro de 2008, marcou apenas um gol durante a temporada. Em 16 de julho de 2009 assinou com o América de Cali clube da primeira divisão. Foi titular em todas as 15 partidas que disputou, estreando contra o Santa Fe.
Torres então se juntou ao Philadelphia Union, estreante na Major League Soccer em 2010, se juntando ao clube na pré-temporada. Defendeu o clube em todo o ano de 2010, impressionando técnico e torcida.
Marcou seu primeiro gol pelo Philadelphia Union em 9 de abril de 2011, vindo de uma substituição contra o New York Red Bulls.
Em 31 de janeiro de 2012 foi contratado definitivamente junto ao América de Cali.